# Nauka spod znaku kultu cargo
Nauka spod znaku kultu cargo (ang. Cargo cult science) – termin użyty przez Richarda Feynmana w 1974 podczas mowy skierowanej do absolwentów California Institute of Technology opisujący pracę, która przypomina naukową, ale pozbawiona jest "pewnego rodzaju naukowej integralności, zasady naukowego myślenia wymagającej całkowitej uczciwości".
Mowa została włączona do książki "Surely You're Joking, Mr. Feynman!" (polskie wydanie "Pan raczy żartować, panie Feynman!"), znajduje się również na wielu stronach internetowych. Używa porównania do znanego z antropologii kultu cargo. Feynman ostrzega, że aby nie stać się naukowcem kultu cargo, należy przede wszystkim wystrzegać się oszukiwania siebie, chętnie poddawać własne teorie oraz uzyskane wyniki pytaniom i wątpliwościom oraz wyszukiwać możliwe błędy we własnych teoriach i eksperymentach.
Zaleca najwyższy poziom uczciwości, rzadko spotykany w codziennym życiu. Przedstawia przykłady z dziedziny reklamy, polityki i psychologii ilustrujące odstępstwa od uczciwości, które w nauce są nie do zaakceptowania. Ostrzega "doświadczenie uczy nas, że prawda wyjdzie na jaw. Inni powtarzający ten sam eksperyment zobaczą czy byliście uczciwi czy nie. Zjawiska fizyczne zgodzą się z waszą teorią lub nie. I choć można stać się na chwilę sławnym, nie uzyskasz dobrej reputacji jako naukowiec jeśli nie zachowałeś ostrożności. Jest to ta uczciwość, ta troska by się nie oszukać, której w dużym stopniu brakuje badaniom cargo cult science.
Przykładem takich badań jest sytuacja, w której eksperymentator nieostrożnie używa wyników badań innego badacza. Ponieważ warunki użyte w innych badaniach mogą się różnić w nieznany eksperymentatorowi sposób, różnice w wynikach mogą nie mieć związku ze zmiennymi poddawanymi badaniom. Inne podane przez Feynmana przykłady dotyczą psychologii (a szczególnie parapsychologii). Wspomina także o innego rodzaju nieuczciwościach, np. wspieraniu pewnych badań w celu zabezpieczenia finansowania.